# Wildwood (Nova Jérsei)
Wildwood é uma cidade localizada no estado americano de Nova Jérsei, no Condado de Cape May.

## Demografia
Segundo o censo americano de 2000, a sua população era de 5436 habitantes.
Em 2006, foi estimada uma população de 5309, um decréscimo de 127 (-2.3%).

## Geografia
De acordo com o United States Census Bureau tem uma área de
3,5 km², dos quais 3,3 km² cobertos por terra e 0,2 km² cobertos por água. Wildwood localiza-se a aproximadamente 0 m acima do nível do mar.

## Localidades na vizinhança
O diagrama seguinte representa as localidades num raio de 8 km ao redor de Wildwood.